# Virgin少年に接吻を
「Virgin少年に接吻を」（バージンしょうねんにくちづけを）は、生稲晃子の2枚目のシングル。1988年9月21日発売。発売元はポニーキャニオン。

## 解説
- テレビ番組出演時には中国系の女性ダンサー2名とともに曲を披露していた。
- 前作「麦わらでダンス」と同じく、フジテレビ系アニメ『ついでにとんちんかん』のオープニングテーマと告知されていたが、番組が10月で終了したため、結局タイアップ曲として使用されていない。

## 収録曲
1. Virgin少年に接吻を
  - 作詞：売野雅勇、作曲・編曲：後藤次利
2. Shadow Of Palm Tree　　
  - 作詞：売野雅勇、作曲・編曲：後藤次利

## 収録作品
- 「生稲」De-Dance（「Virgin少年に接吻を」）
- 「生稲晃子」SINGLESコンプリート
- MYこれ!クション 生稲晃子BEST